# Choco chip
choco chip，日本女性插畫家、原畫師，出身於東京都。從小學開始學畫並且受到Cocktail Soft的和的影響。進入Atelier KAGUYA後擔任旗下團隊Berkshire Yorkshire的主要畫師，最早是畫凌辱系遊戲，後來才改畫純愛系遊戲為主。2010年辭職離開後，直到2013年復職並且擔任旗下團隊BARE & BUNNY的主要畫師。

## 作品列表

### 成人遊戲

#### Atelier KAGUYA
Berkshire Yorkshire

#### よかれとおもってやったのに
- （同人遊戲）

### 畫冊
- （ISBN 978-4864367004）

## 外部連結
- chocolate laboratory（页面存档备份，存于）（日語）
- Choco chip的X（前Twitter）（日語）